# ABC Television Network
ABC Television Network est l'une des divisions du Disney-ABC Television Group, qui fait partie de Disney Media Networks l'une des branches d'activités de la Walt Disney Company. Elle est chargée de la diffusion du contenu sur les chaînes d'American Broadcasting Company.
Elle regroupe :
- les chaînes détenues et opérées par ou affiliées à American Broadcasting Company
- ABC News, la société de production de contenu informatif pour la télévision, la radio et internet
- ABC Kids, division qui gère les programmes jeunesses d'ABC
- ABC Daytime gère les programmations de la journée.
- ABC Entertainment.
- ABC Family.